# Sistema di Plutone
In astronomia, si suole indicare come sistema di Plutone la regione di spazio del sistema solare dominata dall'influenza gravitazionale del pianeta nano Plutone, ed occupata dai suoi satelliti naturali e da eventuali sonde spaziali che si trovassero ad orbitare attorno all'oggetto.

## Dimensioni
Le dimensioni della sfera d'influenza gravitazionale plutoniana sono date dal raggio di Hill del sistema Plutone-Sole, secondo la formula
{\displaystyle r_{Hill}=a{\sqrt[{3}]{\frac {m_{P}+m_{C}}{3M_{S}}}}=7\ 944\ 449\,km.}
Si osservi che nella formula è stata inclusa la massa di Caronte, che aumenta significativamente l'estensione della sfera d'influenza gravitazionale del sistema.
Entro le incertezze dovute alla presenza degli altri oggetti principali del sistema solare, e segnatamente di Nettuno, questo raggio delimita la regione di spazio entro la quale l'attrazione gravitazionale esercitata da Plutone risulta predominante rispetto a quella del Sole. Tutti i corpi celesti che si trovano stabilmente all'interno della sfera di Hill di Plutone sono in orbita adeocentrica.

## Struttura

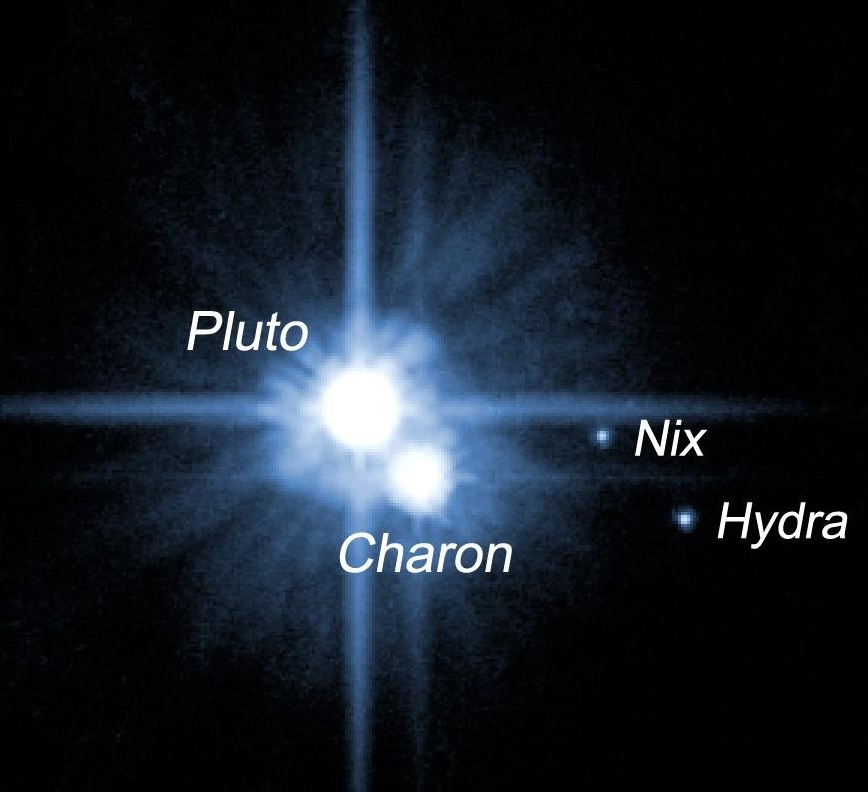
Il sistema di Plutone quasi al completo, da sinistra abbiamo Plutone, il suo satellite principale Caronte e i due piccoli satelliti più lontani, Notte e Idra.

Il sistema di Plutone si compone di:

### Satelliti naturali di Plutone
I satelliti naturali di Plutone sono 5: Caronte, Stige, Idra, Cerbero e Notte. 
Altri oggetti possono intersecare periodicamente o meno il sistema di Plutone, senza tuttavia rimanere gravitazionalmente legati al pianeta nano per via della loro elevata velocità iniziale; può essere questo il caso di comete o asteroidi collocati su orbite particolarmente ellittiche.

#### Caronte
Il satellite maggiore, e secondo corpo del sistema scoperto dopo lo stesso Plutone, nel 1978, è Caronte, che prende il nome dal personaggio mitologico omonimo. Questo satellite è grande circa la metà di Plutone, è circa un nono della sua massa ed è molto vicino al pianeta nano (meno di 20 000 km), così che tutto il sistema, Plutone compreso, ruotino in realtà attorno al baricentro del sistema stesso. Il sistema Plutone-Caronte è l'unico esempio di pianeta doppio all'interno del Sistema solare finora scoperto.

#### Notte e Idra
Quasi 30 anni dopo la scoperta di Caronte, attraverso il telescopio Hubble nel giugno 2005 sono stati scoperti altri due satelliti di Plutone: Notte e Idra. I nomi provengono dalle due figure mitologiche greche, e il 14 luglio 2015 la sonda New Horizons è riuscita a prendere immagini abbastanza ravvicinate dei due satelliti.

#### Stige e Cerbero
Questi due satellitisono stati scoperti solo di recente, nel 2011 e nel 2012, e anche il loro nome deriva da figure mitologiche. Nel 2015 sono stati confermati con il passaggio della sonda New Horizons.

### Oggetti principali
Segue un prospetto degli oggetti appartenenti al sistema di Plutone, in ordine di massa.
| Oggetto          | Oggetto | Distanza da Plutone | Diametro   | Massa           | Massa  | Scoperta |
| ---------------- | ------- | ------------------- | ---------- | --------------- | ------ | -------- |
| 134340           | Plutone | -                   | 2 306 km   | 13,05 × 1021 kg | 1000   | 1930     |
| 134340 Pluto I   | Caronte | 19 571 km           | 1 207 km   | 1,52 × 1021 kg  | 116,92 | 1978     |
| 134340 Pluto V   | Stige   | 45 000 km           | 3,5-2,5 km | ???             | ????   | 2012     |
| 134340 Pluto III | Idra    | 64 780 km           | 110-160 km | 5 × 1018 kg     | 0,3846 | 2005     |
| 134340 Pluto IV  | Cerbero | 59 000 km           | 13-34 km   | ?               | ?      | 2011     |
| 134340 Pluto II  | Notte   | 48 675 km           | 44-130 km  | 5 × 1018 kg     | 0,3846 | 2005     |

## Esplorazione
La sonda interplanetaria statunitense New Horizons ha visitato il sistema plutoniano il 14 luglio 2015. La sonda ha attraversato il sistema riprendendo da vicino le superfici di Plutone, Caronte, Notte e Idra, e individuando anche i due satelliti di recente scoperta, Cerbero e Stige. Ora si sta addentrando ulteriormente nella fascia di Edgeworth-Kuiper e dirigersi verso lo spazio interstellare.